# Morphisme plat
En géométrie algébrique, un morphisme de schémas {\displaystyle f:X\to Y} peut être vu comme une famille de schémas paramétrée par les points de Y. La notion de platitude de f est une sorte de continuité de cette famille.

## Définition
Un morphisme {\displaystyle f:X\to Y} est dit plat en un point x de X si l'homomorphisme d'anneaux
{\displaystyle f_{x}^{\#}:{\mathcal {O}}_{Y,f(x)}\to {\mathcal {O}}_{X,x}}
induit par f est plat. On dit que f est un morphisme plat s'il est plat en tout point de X. On dit que f est fidèlement plat s'il est de plus surjectif.
Si {\displaystyle {\mathcal {F}}} est un faisceau quasi-cohérent sur X. On dit que {\displaystyle {\mathcal {F}}} est plat au-dessus de Y  si pour tout x dans X, {\displaystyle {\mathcal {F}}_{x}}, muni de la structure de {\displaystyle {\mathcal {O}}_{Y,f(x)}}-module induite par {\displaystyle f_{x}^{\#}}, est plat.
Exemples
- Si Y est le spectre d'un corps, alors tout morphisme de X vers Y est plat.

- Si Y est le spectre d'un anneau de Dedekind, et si X est intègre, alors f est plat si et seulement si f n'est pas constant.

- L'espace affine {\displaystyle \mathbb {A} _{Y}^{n}} au-dessus de Y est plat car son faisceau d'algèbres {\displaystyle {\mathcal {O}}_{Y}[T_{1},\dots ,T_{n}]} est libre sur {\displaystyle {\mathcal {O}}_{Y}}.

- La projection de la deuxième des axes {\displaystyle \mathrm {Spec} (k[x,y]/(xy))} sur l'un des axes n'est pas un morphisme plat.

## Propriétés générales
- Les immersions ouvertes sont des morphismes plats.

- La platitude est stable par produit: si X, Z sont plats sur Y, alors {\displaystyle X\times _{Y}Z} aussi.

- La platitude est stable par composition et changement de base (si {\displaystyle X\to Y} est plat, alors {\displaystyle X\times _{Y}Y'\to Y'} aussi pour tout {\displaystyle Y'\to Y}).

## Propriétés topologiques
- Supposons {\displaystyle f:X\to Y} plat et localement de présentation finie.
  - L'application f est ouverte (et même universellement ouverte : pour tout {\displaystyle Y'\to Y}, {\displaystyle X\times _{Y}Y'\to Y'} est ouvert).
  - Supposons de plus X, Y noethériens et irréductibles. Alors l'application {\displaystyle y\mapsto \dim X_{y}} est constante sur f(X).
- Si f est propre et si {\displaystyle {\mathcal {F}}} est cohérent sur X, plat sur Y, alors la caractéristique d'Euler-Poincaré {\displaystyle \chi _{y}({\mathcal {F}}\otimes k(y))=\sum _{i\geq 0}\dim _{k(y)}H^{i}(X_{y},{\mathcal {F}}\otimes k(y)),\quad y\in Y,} est localement constante sur f(X). En particulier, si f est plat et si Y est connexe, alors f est surjectif et le genre arithmétique (en) des fibres est constant.
- Les schémas de Hilbert (en) paramètrent des familles plates de sous-schémas fermés d'un espace projectif {\displaystyle \mathbb {P} _{Y}^{n}} donné et de polynôme de Hilbert-Samuel donné. Chacune de ces familles induit un morphisme (donc application continue en particulier) de Y vers le schéma de Hilbert. C'est un exemple de continuité à valeurs non-discrèt.

## Morphisme fpqc
Un morphisme fidèlement plat et quasi-compact ou morphisme fpqc est un morphisme de schémas, permettant de définir une topologie fpqc (en) qui est également une topologie plate (en). Ils apparaissent en théorie de la descente (en) et dans la construction d'une cohomologie étale, ainsi que dans la théorie générale des champs algébriques. La topologie fpqc est strictement plus fine que la topologie fppf (en) qui est strictement plus fine que la topologie étale, qui est strictement plus fine que la topologie de Zariski.
Un morphisme de schémas {\displaystyle f:X\to Y} est fpqc s'il est fidèlement plat et quasi-compact, c'est-à-dire s'il vérifie les conditions suivantes :
- f est un morphisme fidèlement plat ;
- tout ouvert quasi-compact de Y est l'image d'un ouvert quasi-compact de X.

La propriété d'être fpqc est stable par composition et par changement de base. On peut définir les recouvrements fpqc, qui constituent une pré-topologie de Grothendieck sur la catégorie Aff, opposée de la catégorie CRing des anneaux commutatifs.